# فرودگاه بوودگهن بن علی لطفی
فرودگاه بوودگهن بن علی لطفی (به انگلیسی: Boudghene Ben Ali Lotfi Airport) (به زبان بومی: Aéroport de Bechar "Boudghene Ben Ali Lotfi") یک فرودگاه همگانی و نظامی با کد یاتا CBH است که یک باند فرود آسفالت دارد و طول باند آن ۳۷۳۲ متر است. این فرودگاه در کشور الجزایر قرار دارد و در ارتفاع ۸۱۱ متری از سطح دریا واقع شده‌است.

## شرکت‌های هواپیمایی و مقصدهای پروازی
| شرکت‌های هواپیمایی | مقصدهای پروازی                                     |
| ----------------- | -------------------------------------------------- |
| هواپیمایی الجزایر | هواری بومدین، محمد بوضیاف، اس سینیا وهران، Tindouf |
| طاسیلی ایرلاینز   | هواری بومدین                                       |